# Parafia św. Urszuli w Zbiersku
Parafia Świętej Urszuli w Zbiersku – parafia rzymskokatolicka, znajdująca się w diecezji kaliskiej, w dekanacie Stawiszyn.